# Сопчаю
Сопчаю (устар. Сопча-Ю) — река на севере европейской части России. Протекает по на территории Ненецкого автономного округа. Длина — 144 км, площадь водосбора — 1860 км².
Исток река берет на северных склонах хребта Пай-Хой в заболоченной местности. Направление течения до впадения притока Хэнгоръю юго-восточное. После впадения Хэнгоръю направление течения меняется на северо-восточное. Впадает в Карскую губу.
Крупные притоки: Путъю, Хэнгоръю, Тальбейтывис, Ямбпэтосе, Основной, Керкашор.

## Данные водного реестра
По данным государственного водного реестра России относится к Нижнеобскому бассейновому округу, водохозяйственный участок реки — бассейн Карского моря от западной границы бассейна реки Бол. Ою до мыса Скуратова. Речной бассейн реки — бассейн Карского моря междуречья Печоры и Оби.
Код объекта в государственном водном реестре — 15010000112103000089961.